# Ocean Ranger (schip, 1976)
De Ocean Ranger was een halfafzinkbaar platform dat in 1976 werd gebouwd door Mitsubishi Heavy Industries voor Odeco. Het Ocean Ranger-ontwerp van Odeco en Mitsubishi bestaat uit twee parallelle pontons met elk vier kolommen met daarop het werkdek. Het was destijds de grootste semi-submersible ter wereld.
Naar dit ontwerp werd ook de Dyvi Delta gebouwd. De Ocean Odyssey was een verbeterde versie en zou aanvankelijk Ocean Ranger II heten.
Het kapseisde tijdens een storm op 15 februari 1982 op de Atlantische Oceaan, 315 kilometer ten zuidoosten van St. John's bij de Grand Banks van Newfoundland, waarbij alle 84 bemanningsleden omkwamen.

## Ramp
Het werd voor het eerst ingezet in de Beringstraat bij Alaska. In 1979 werd het naar New Jersey gebracht en het jaar daarop naar Ierland. In november 1980 werd het naar de Grand Banks gebracht. Het werd daar ingezet, omdat het grote platform geschikt werd geacht voor de zware omstandigheden, in tegenstelling tot kleinere platforms.
In 1982 exploiteerde Mobil drie half-afzinkbare boorplatforms voor proefboringen in het Hiberniaveld. De Sedco 706 lag acht mijl ten noordoosten van de Ocean Ranger geankerd en de Zapata Ugland lag 19 mijl verderop.
Op zaterdag 13 februari was de Zapata Ugland voorbereidingen aan het treffen om de boorstang naar boven te halen om de versleten boorkop te vervangen. De Sedco 706 was bezig om een stuk materieel uit een boorgat te vissen en de Ocean Ranger was de Hibernia J-34 put aan het boren.
Een aantal weerberichten gaven aan dat de weersomstandigheden op de locatie zouden verslechteren gedurende de volgende 24 uur. Volgens een weerbericht van zaterdag om 19:30 gaf windsnelheden tot 70 knopen en golfhoogtes van bijna 7 meter. Twaalf uur later werden al windsnelheden van 90 knopen en golfhoogtes van ruim 11 meter verwacht.
Zondag werden de weersomstandigheden slechter. Rond ongeveer 19:00 werd de Sedco 706 getroffen door een grote golf die structurele schade veroorzaakte onder het hoofddek. De hoogte van de golf werd geschat tussen de 20 en de 25 meter. De Zapata Ugland werd ook geraakt door een of meer grote golven die over het helidek spoelden. Het platform werd behoorlijk geteisterd, maar liep geen serieuze schade op.

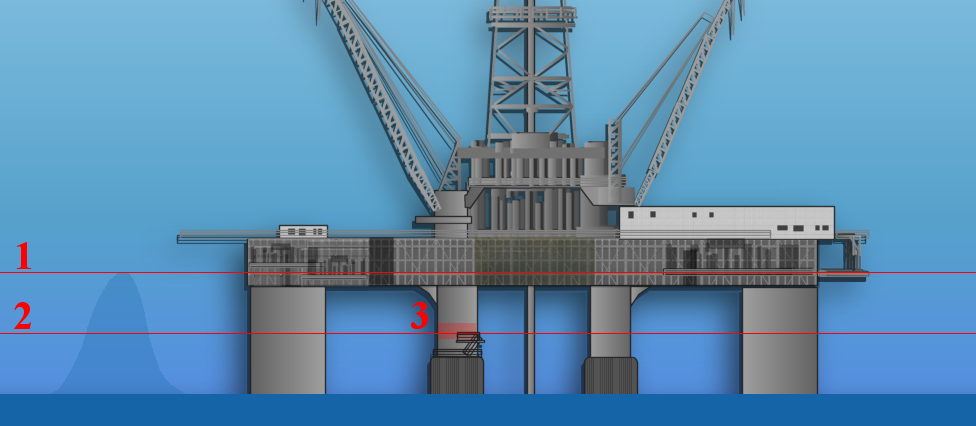
3: locatie van de ballastcontrolekamer.

Aangezien alle bemanningsleden omkwamen bij de ramp, is er geen overlevering, afgezien van het radioverkeer. Tijdens het onderzoek naar de ramp door de Canadezen via de Royal Commission on the Ocean Ranger Marine Disaster en de Amerikanen via een samenwerking tussen de U.S. Coast Guard en de National Transportation Safety Board werd een reconstructie gemaakt. Ergens tussen 19:45 en 20:00 moet een enorme golf het platform hebben geraakt. In een van de middelste kolommen was de ballastcontrolekamer gesitueerd, slechts 8 meter boven de waterlijn. Deze had patrijspoorten om de diepgang af te kunnen lezen. Een van deze poorten brak door de kracht van de golf, waardoor het ballastpaneel onder water raakte en er kortsluiting optrad. Hierdoor werden kleppen opengestuurd, waardoor ballasttanks vol konden lopen. Hierdoor kreeg het platform een slagzij. Hierna werden kleppen buiten de elektrische bediening om open gestuurd om het platform recht te pompen, maar waarschijnlijk werden hierbij verkeerde tanks open gestuurd.

### Evacuatie
Om 1:30 riep de Ocean Ranger de Sedco 706 op en meldde dat de bemanning op weg was naar de sloepen om het schip te verlaten. Het bevoorradingsschip de Seaforth Highlander werd verzocht assistentie te verlenen. Twee andere bevoorradingsschepen, de Boltentor en de Nordertor, werden ook gewaarschuwd en voeren richting de Ocean Ranger. Om 1:50 was de Seaforth Highlander nog slechts zo’n 400 meter verwijderd van de Ocean Ranger toen een lichtkogel vanuit een sloep werd waargenomen. In het slechte weer duurde het nog een half uur voordat de beschadigde sloep bereikt werd. Er werd een lijn overgebracht naar de sloep die daar werd vastgemaakt. Zeven of acht man met slechts reddingsvesten om, kwamen uit de sloep. Doordat ze allen aan één zijde stonden, sloeg deze om, zodat ze in het ijskoude water terechtkwamen. De Boltentor arriveerde om 2:45 en de Nordertor om 3:40. De drie schepen bleven de hele nacht zoeken, maar konden door de weersomstandigheden niemand redden. Om 7:00 zag de Nordertor een sloep van de Ocean Ranger met daarin 20 man. Er werd nog een reddingspoging ondernomen, maar de sloep zonk uiteindelijk. Rond 9:30 was het weer voldoende opgeklaard om vanuit de lucht te zoeken. Een helikopter van Rescue 103 uit Gander zag twee sloepen en twee vlotten en verder zagen ze lichamen drijven. Op vrijdag 19 februari werden de zoektochten gestaakt. Van de 84 bemanningsleden werden 22 lichamen geborgen.

### Gevolgen
Naar aanleiding van de ramp en de bevindingen van de onderzoekscommissies werden de eisen die gesteld worden aan de training van offshorepersoneel verscherpt. Ook de eisen aan het ontwerp van platforms en reddingsmaterieel, zoals de sloepen en overlevingspakken, werden aangepast.
Het Hiberniaveld waar de Ocean Ranger proefboringen deed, werd later in gebruik genomen door een vast productieplatform, de Hibernia Gravity Base Structure.

## Ocean Ranger-serie

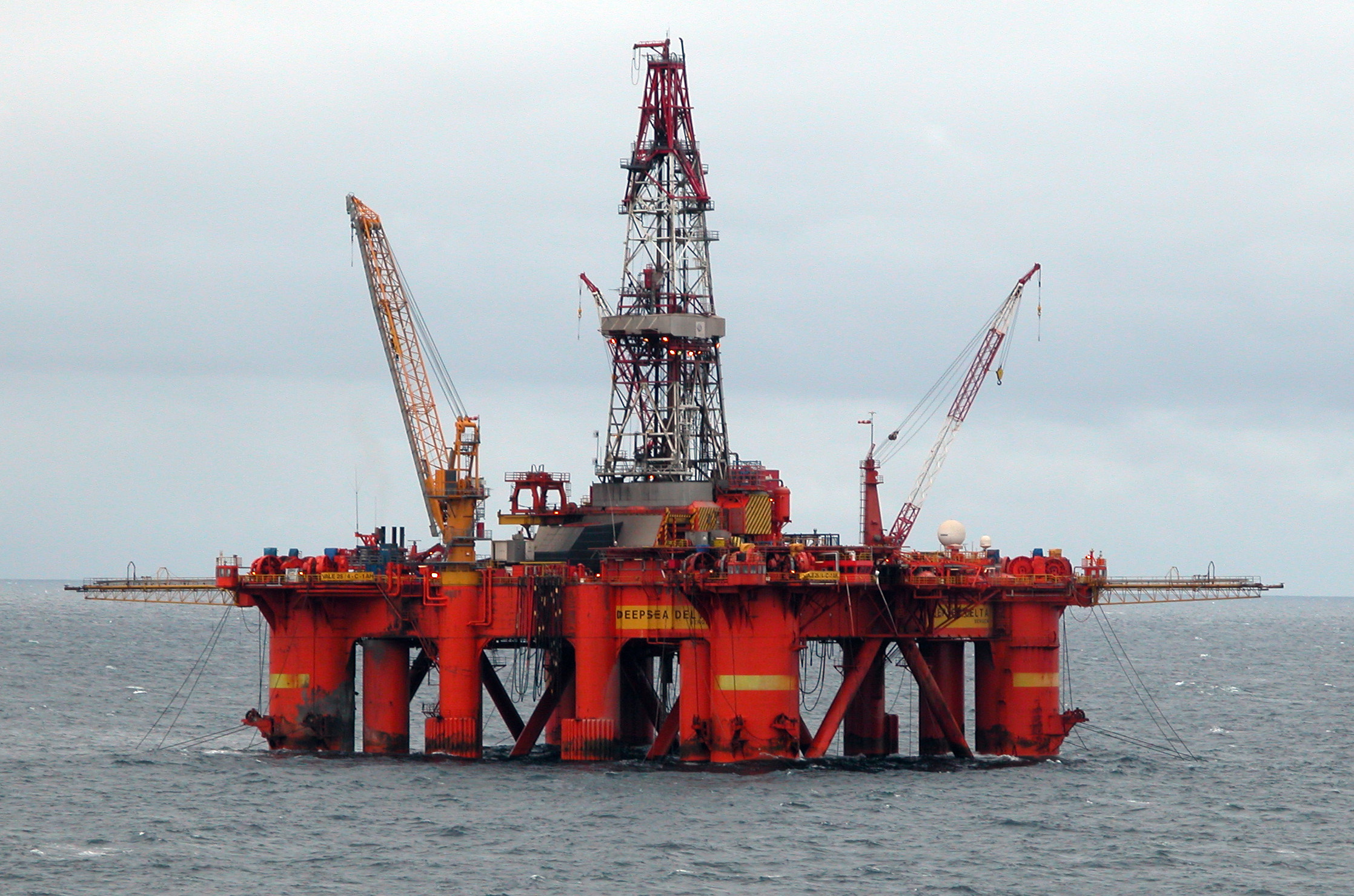
De Deepsea Delta, voorheen Dyvi Delta

| Naam         | Werf                        | Jaar         | IMO-nummer |
| ------------ | --------------------------- | ------------ | ---------- |
| Ocean Ranger | Mitsubishi Heavy Industries | mei 1976     | 8767202    |
| Dyvi Delta   | Rauma-Repola, RR-12         | januari 1981 | 8756590    |